# 花园翠蜂鸟
花园翠蜂鸟（学名：Chlorostilbon assimilis），是雨燕目蜂鸟科的一种鸟类。其种加词“assimilis”意为“相近的”。
花园翠蜂鸟体重约2.61克，翼长约44.8毫米，嘴峰长约16.4毫米，喙宽度约1.7毫米，喙厚度约1.5毫米，跗蹠长约2.5毫米，尾长约28.8毫米。花园翠蜂鸟在其分布区内为留鸟，其栖息在半开放的高大树木组成的森林中，食性为草食性，主要食物来源是植物的花蜜。
花园翠蜂鸟分布于哥斯达黎加西南部和巴拿马的太平洋沿岸地区，科伊瓦島和珍珠群岛。该物种是单型物种，没有亚种分化。